# Alexandre Ferreira Cabral Pais do Amaral
Alexandre Ferreira Cabral Pais do Amaral Teixeira Homem de Barbosa (Casa de Agrelos, Santa Cruz do Douro, Baião, 26 de fevereiro de 1859 – Viana do Castelo, 7 de Agosto de 1919), mais conhecido por Alexandre Cabral, bacharel em Direito pela Universidade de Coimbra e grande proprietário rural no Douro, foi um político dos últimos tempos da Monarquia Constitucional Portuguesa que, entre outras funções de relevo, foi deputado, par do reino, reitor da Universidade de Coimbra e Ministro do Reino no 58.º governo da Monarquia Constitucional, presidido por Sebastião Teles, em funções entre 11 de Abril e 14 de Maio de 1909.

## Biografia
Nasceu na Casa de Agrelos, freguesia de Santa Cruz do Douro, filho de António Ferreira Cabral Pais do Amaral, fidalgo cavaleiro da Casa Real, e de sua esposa, a poetisa Maria Cândida Pereira de Vasconcelos de Sousa e Meneses. A família pertencia à melhor aristocracia duriense, sendo o pai senhor das Casas de Agrelos, Penaventosa, Outeiro, Paredes e Caldeiroa e da Torre de Campelo. Foi irmão do conselheiro António Ferreira Cabral Pais do Amaral, que foi Ministro das Obras Públicas (1905 a 1906) e Ministro da Marinha e Ultramar (1908 a 1909).
A 12 de Outubro de 1876 matriculou-se na Faculdade de Direito da Universidade de Coimbra, formando-se bacharel em Direito a 3 de junho de 1880.
Reconhecido como fidalgo cavaleiro da Casa Real, herdou de seu pai as casas de Penaventosa e Outeiro e da Torre de Campelo, e recebeu de seu tio Joaquim Ferreira Cabral a Casa de Sequeiros, o que o transformou em grande proprietário rural.
Aderiu ao Partido Progressista, que passou a liderar no Concelho de Baião, foi presidente da Câmara Municipal de Baião em 1887 e entre 1893-1897. Foi governador civil do Distrito de Vila Real e depois do Distrito de Braga (1897). 
Foi repetidamente eleito deputado, tendo estado presente no Parlamento nas legislaturas de 1890 (sessão única), 1897-1899, 1900 (sessão única), 1902-1904 e 1904 (sessão única).
Foi elevado a par do reino por carta régia de 4de abril de 1905, prestando juramento na Câmara dos Pares em 6 de Maio de 1905.
Foi Conselheiro de Estado, Ministro e Secretário de Estado dos Negócios do Reino (1909).
Foi agraciado com o grau de comendador e com a grã-cruz da Ordem de Cristo (1909) e da Ordem de Isabel a Católica e com a medalha da Ordem do Mérito Militar de Espanha.
Foi reitor da Universidade de Coimbra (1908-1910), sendo demitido com a implantação da República Portuguesa, retirando-se da vida pública após essa data. 
Dedicou-se à investigação genealógica, deixando numerosos trabalhos manuscritos.

## Obras publicadas
Deixou numerosos trabalhos manuscritos, na sua maioria sobre genealogia. É autor das seguintes obras:
- O General visconde de Leiria. Retalhos de história contemporânea, 1920;
- Cartas da aldeia;
- Alexandre Cabral. Memórias Políticas. Homens e Factos do meu Tempo, 1923.